# Zorilispe flavoapicalis
Zorilispe flavoapicalis là một loài bọ cánh cứng trong họ Cerambycidae.